# 선인장 정원

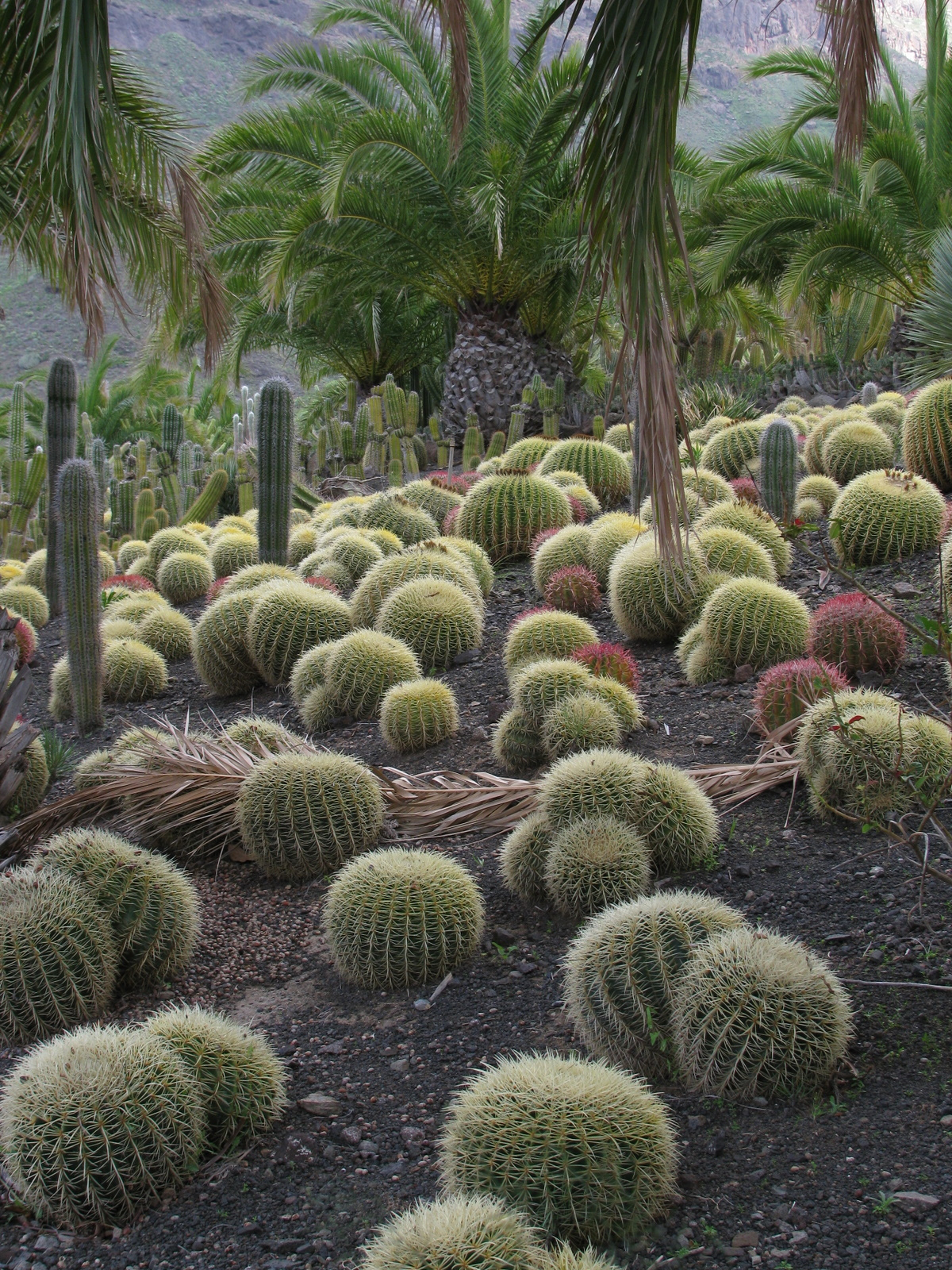
그란카나리아섬의 선인장

선인장 정원 또는 칵투스 가든(cactus garden, cactarium 또는 cactuario, 라틴어 cactarium에서 유래)는 선인장 재배 전용 정원이다. 일반적으로 선인장 수집을 전문으로 하지만, 다육 식물, 용설란, 돌나물과 같은 다른 사막 식물도 포함할 수 있다.
선인장은 아메리카 대륙이 원산지이며 건조한 환경에서 흔히 볼 수 있는 다육 식물이다. 건조한 환경이 필요하기 때문에 많은 국가에서는 컬렉션을 비로부터 보호하는 온실에 보관한다. 물의 필요성이 낮기 때문에 지속 가능한 조경 옵션이다.
선인장류는 또한 세계의 사막 지역에 자생하는 다른 식물과의 식물을 수용하는 경향이 있다.

## 같이 보기
- 정원 디자인